# Anna Morris
Anna Morris (Cardiff, 13 de junho de 1995) é uma ciclista britânica.

## Carreira
Morris chegou tarde ao ciclismo, apenas começando a praticar o esporte enquanto estudava medicina na Universidade de Southampton. Ela teve um ano de destaque em 2022, ganhando três medalhas no Campeonato Nacional Britânico de Pista antes de representar o País de Gales nos Jogos da Commonwealth de 2022 em Birmingham. Morris ganhou sua primeira medalha global quando fez parte do esquadrão de perseguição em equipe que levou a prata no Campeonato Mundial de Pista da UCI em outubro de 2022.
Ela ganhou duas medalhas de ouro no Campeonato Mundial de Ciclismo de Pista UCI de 2024 em Ballerup, Dinamarca, conquistando os títulos individuais e de perseguição por equipe. Nos Jogos Olímpicos de Verão de 2024, em Paris, conquistou a medalha de bronze na prova de perseguição por equipes.